# リベルトゥス・フロムンドゥス

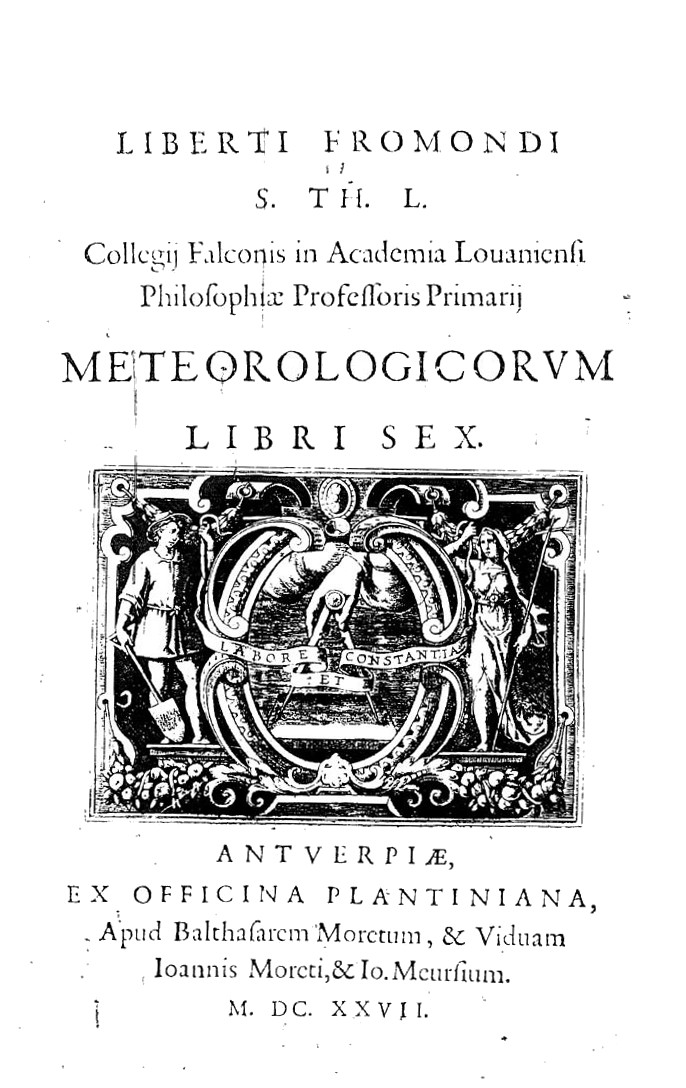
Meteorologicorum libri sex, 1627

リベルトゥス・フロムンドゥス（ラテン名：Libertus Fromondus、ベルギー名：Libert Froidmont、1587年 - 1653年）は、スペイン領南ネーデルラント（現ベルギー）の神学者、科学者である。コペルニクスの地動説に対して、反対する著書『反アリスタルコス論』（Anti-Aristarchus sive orbis terrae immobilis adversus Philippum Lansbergium）を書いたことなどで知られる。
Haccourt-Liegeに生まれた。リエージュのイエズス会の学校で学び、ルーヴァンのFalcon collegeで哲学を学んだ。コルネリウス・ヤンセンの友人となった。アントワープで教師をした後、ルーヴァンに戻って教師となった。自然科学に興味を持ち、物理学や数学の著書を出版した。流星の権威として知られるようになり、デカルトから論文を受け取るが、デカルトの意見に対して批判的であった。科学革命が進行する時代であったが、フロムンドゥスは古い考え方を擁護した。哲学を教えながら神学を学び、1628年に神学の博士となった。コルネリウス・ヤンセンの死後に出版された『アウグスティヌス』から影響を受けた。
コペルニクスの地動説に対して『反アリスタルコス論』を書いた。地動説はすでに論駁されたアリスタルコスの説にすぎないと主張し、もしも地球が回転しているのならば風は常に東から吹き、風にさからって音を聞くこともできないであろうなどと述べ、アリストテレスとトマス・アクイナスを援用し、地球は宇宙の中心に静止すべきであると主張した。

## 著書
- Coenae saturnalitiae, variatiae Somnio sive Peregrinatione coelesti (Louvain, 1616);
- Dissertatio de cometa anni 1618 (Anvers, 1619);
- Meteorologicum libri VI (Anvers, 1627).
- Labyrinthus sive de compositione continui (Anvers, 1631)
- Commentarii in libros Quaestionum naturalium Senecae (Anvers, 1632);
- Anti-Aristarchus sive orbis terrae immobilis adversus Philippum Lansbergium (Anvers, 1634),